# Ulva rigida
Espèce
Ulva rigida  est une espèce d'algues vertes de la famille des Ulvaceae. Elle fait partie avec d'autres espèces du genre Ulva des algues surnommées « laitues de mer ».

## Description
Elle est constituée d’une lame très mince (moins d'un dixième de millimètre d'épaisseur) avec une base épaissie, plus ou moins contournée et cartilagineuse assez rigide. D'un diamètre de 5 à 30 cm, elle peut atteindre 1 mètre dans les zones calmes (étangs littoraux) et eutrophisées. Ses bords crénelés la distinguent de l'Ulva lactuca. Verte foncé à vert clair et translucide, elle se fixe au substrat par un petit disque formé de nombreux rhizoïdes.

## Habitat
Cette espèce se fixe sur substrat rocheux. Très fragile, elle se détache très facilement de son rocher. C'est pourquoi elle privilégie les endroits abrités comme les ports et l'abri des rochers, ou les endroits calmes comme les lagunes. On en trouve en masse dans l’étangs de Thau ou la lagune de Venise, où elle se développe au détriment des autres espèces.

## Vie
En tant qu'être vivant chlorophyllien, elle fait la photosynthèse, utilisant du CO2, de l'eau et des minéraux essentiels. 
Elle prolifère le plus souvent au printemps et en été, au moment où les précipitations provoquent un lessivage des sols et entraîne les nitrates (d’origine agricole) dans les cours d’eau qui les apportent sur les côtes. Elle trouve alors beaucoup d'éléments nutritifs comme le phosphore (phosphates) et l’azote (nitrates). On remarque toujours un moindre volume d’algues en période de sécheresse.
Son apport en dioxygène dans l'eau est utile à la vie sous-marine. Sa fragilité est compensée par une prolifération très rapide.

## Utilisation
Liées en partie à l'augmentation des sels nutritifs dans certaines eaux côtières ou lagunaires, de grandes quantités d’algues sont disponibles. Elle peut être utilisée dans l'alimentation humaine sous forme de salade, ou dans l'alimentation animale[réf. nécessaire]. Elle pourrait aussi avoir une utilisation médicale, en raison de sa teneur en vitamines C et B1, et en substances antimicrobiennes[réf. nécessaire]. Cette algue pourrait aussi facilement être cultivée par aquaculture, pour la production de biomasse[réf. nécessaire].